# ميشال فارشفسكي
ميشال فارشفسكي (ميكادو) (بالعبرية: מיכאל ורשבסקי)، (25 يوليو 1949-) هو ناشط يساري إسرائيلي مناهض للصهيونية. يكتب بانتظام بصحف مثل لوموند ديبلوماتيك، ومن كتبه «على الطريق إلى قبر مفتوح: أزمة المجتمع الإسرائيلي». نشرت مقالاته في مجلات عديدة من بينها مجلة الدراسات الفلسطينية، El Manifesto والمزيد.

## حياته
ولد في ستراسبورغ في فرنسا لعائلة يهودية أرثوذكسية ودرس في اليشيفا، حيث كان والده ماكس فارشفسكي الحاخام الرئيسي في ستراسبورغ.
درس العلوم السياسية والفلسفة في الجامعة العبرية في القدس.
نشط في حراكات ومجموعات سياسية كثيرة من بينها الحركة الماركسية «متسبين»، و«كفى للاحتلال»، و«هناك حدّ».
متزوج من المحامية وناشطة حقوق الإنسان ليئا تسيمل.

## محطات في حياته
- 1984 أسس «مركز المعلومات البديلة» مع ناشطين معارضين للصهيونية.
- 1987 اعتقل بتهمة تقديم خدمات لمنظمات فلسطينية.
- 1989 حكم عليه لمدة 30 شهرا بالسجن لنشره مقالات كتبها لأعضاء بالجبهة الشعبية لتحرير فلسطين.
- 2006 ترشح لعضوية الكنيست عن التجمع الوطني الديمقراطي.

## مواقع خارجية
- فارشفسكي في سطور الجزيرة نت.